# Décès en novembre 2022
Décès
- 2018
- 2019
- 2020
- 2021
- 2022
- 2023
- 2024
- 2025
- 2026

Pour une information complémentaire, voir la page d'aide.

| Date              | Nom                                 | Activités                                                                                         | Âge   | Source |
| ----------------- | ----------------------------------- | ------------------------------------------------------------------------------------------------- | ----- | ------ |
| 1er novembre      | Lahbib Ayoub                        | Militaire marocain. Cofondateur et ex-commandant militaire du Front Polisario.                    | 70/71 |        |
| 1er novembre      | Filep Karma                         | Activiste et homme politique indonésien.                                                          | 63    |        |
| 1er novembre      | Wilson Kiprugut                     | Athlète kényan, médaillé d'argent et de bronze olympique (1964, 1968).                            | 84    | (en)   |
| 1er novembre      | Charles Nokan                       | Écrivain ivoirien.                                                                                | 85    |        |
| 1er novembre      | Takeoff                             | Rappeur américain.                                                                                | 28    | (en)   |
| 2 novembre        | Ela Bhatt                           | Avocate et militante indienne.                                                                    | 89    | (en)   |
| 2 novembre        | Alan Chui Chung-san                 | Acteur, réalisateur, chorégraphe et cascadeur chinois.                                            | 70    | (sg)   |
| 2 novembre        | Leo Delcroix                        | Homme politique belge.                                                                            | 72    |        |
| 2 novembre        | Mauro Forghieri                     | Ingénieur mécanicien italien.                                                                     | 87    | (it)   |
| 2 novembre        | Michael Möllenbeck                  | Athlète allemand spécialiste du lancer du disque.                                                 | 52    | (de)   |
| 2 novembre        | Mauro Severino                      | Réalisateur et scénariste italien.                                                                | 86    | (it)   |
| 2 novembre        | Franco Tatò                         | Homme d'affaires italien.                                                                         | 90    | (it)   |
| 2 novembre        | Bernard Tissot                      | Ingénieur civil des mines français.                                                               | 91    |        |
| 3 novembre        | Fatima Bernawi                      | Militante et femme politique palestinienne.                                                       | 83    | (en)   |
| 3 novembre        | Marc Berthier                       | Designer et architecte français.                                                                  | 87    |        |
| 3 novembre        | Peter Danckert                      | Homme politique allemand.                                                                         | 82    | (en)   |
| 3 novembre        | Benoît Dauga                        | Joueur français de rugby à XV.                                                                    | 80    |        |
| 3 novembre        | Ray Guy                             | Joueur américain de football américain.                                                           | 72    | (en)   |
| 3 novembre        | Sadek Hadjerès                      | Homme politique algérien.                                                                         | 94    |        |
| 3 novembre        | Douglas McGrath                     | Scénariste, acteur et réalisateur américain.                                                      | 64    | (en)   |
| 3 novembre        | Kevin O'Neill                       | Illustrateur de comics britannique.                                                               | 69    | (en)   |
| 3 novembre        | Francis Rion                        | Arbitre international belge de football.                                                          | 89    |        |
| 4 novembre        | Alejandro Chomski                   | Monteur, réalisateur et scénariste argentin.                                                      | 53    | (en)   |
| 4 novembre        | François Colimon                    | Père monfortain haïtien, évêque émérite de Port-de-Paix (Haïti) depuis mars 2008.                 | 88    |        |
| 4 novembre        | Nicole Josy                         | Chanteuse belge.                                                                                  | 76    |        |
| 4 novembre        | Fazil Mammadov                      | Homme politique azerbaïdjanais.                                                                   | 58    | (en)   |
| 4 novembre        | Bill Sheffield                      | Homme politique américain.                                                                        | 94    | (en)   |
| 4 novembre        | Balakh Sher Mazari                  | Homme d'État pakistanais.                                                                         | 94    | (en)   |
| 5 novembre        | Aaron Carter                        | Chanteur, compositeur et acteur américain.                                                        | 34    | (en)   |
| 5 novembre        | Ivan Eyre                           | Peintre canadien.                                                                                 | 87    | (en)   |
| 5 novembre        | Irène Kaufer                        | Féministe et syndicaliste belge.                                                                  | 72    |        |
| 5 novembre        | Michael Maccoby                     | Anthropologue et psychanalyste américain.                                                         | 89    | (en)   |
| 5 novembre        | Karmenu Mifsud Bonnici              | Avocat, professeur et homme d'État maltais.                                                       | 89    | (en)   |
| 6 novembre        | Michael Boyce                       | Officier de la Royal Navy britannique.                                                            | 79    | (en)   |
| 6 novembre        | Tyrone Downie                       | Organiste et pianiste jamaïcain.                                                                  | 66    | (en)   |
| 6 novembre        | Yann Gaillard                       | Homme politique, écrivain et haut fonctionnaire français.                                         | 86    |        |
| 6 novembre        | Carlo Galli                         | Footballeur international italien.                                                                | 91    | (it)   |
| 6 novembre        | Peter McNab                         | Joueur canadien de hockey sur glace.                                                              | 70    |        |
| 6 novembre        | Edward C. Prescott                  | Économiste américain.                                                                             | 81    | (en)   |
| 6 novembre        | Antonio Vallori                     | Coureur cycliste espagnol.                                                                        | 73    | (es)   |
| 7 novembre        | Michel Bühler                       | Auteur-compositeur-interprète, dramaturge et acteur suisse.                                       | 77    |        |
| 7 novembre        | Chrysostome II de Chypre            | Ministre du culte chypriote.                                                                      | 81    | (en)   |
| 7 novembre        | Philippe Corentin                   | Écrivain, illustrateur et auteur français.                                                        | 86    |        |
| 7 novembre        | Eamonn Darcy                        | Footballeur international irlandais.                                                              | 89    | (en)   |
| 7 novembre        | Nigel Jones                         | Homme politique libéral démocrate britannique.                                                    | 74    | (en)   |
| 7 novembre        | Brian O'Doherty                     | Critique d'art, écrivain et artiste irlandais.                                                    | 94    | (en)   |
| 7 novembre        | Leslie Phillips                     | Acteur et producteur britannique.                                                                 | 98    | (en)   |
| 7 novembre        | Louise Robert                       | Peintre canadienne.                                                                               | 81    |        |
| 7 novembre        | Éva Szabó                           | Joueuse de tennis hongroise.                                                                      | 77    | (hu)   |
| 7 novembre        | Pilar Valero                        | Joueuse de basket-ball espagnole.                                                                 | 52    | (es)   |
| 8 novembre        | Lee Bontecou                        | Sculptrice, lithographe et graveuse américaine.                                                   | 91    | (en)   |
| 8 novembre        | Pierre Chéry                        | Auteur de bande dessinée français.                                                                | 95    |        |
| 8 novembre        | Robert Evans                        | Astronome australien.                                                                             | 85    | (en)   |
| 8 novembre        | Claes-Göran Hederström              | Chanteur suédois.                                                                                 | 77    | (sv)   |
| 8 novembre        | Maurice Karnaugh                    | Ingénieur en télécommunications américain.                                                        | 98    | (en)   |
| 8 novembre        | Gilles Katz                         | Réalisateur et acteur français.                                                                   | 84    |        |
| 8 novembre        | William Frederick Knight            | Acteur de doublage américain.                                                                     | 88    | (en)   |
| 8 novembre        | Dan McCafferty                      | Musicien britannique.                                                                             | 76    | (en)   |
| 8 novembre        | Viktor Tcherkessov                  | Homme politique et journaliste russe.                                                             | 72    | (en)   |
| 8 novembre        | Vader Abraham                       | Auteur-compositeur-interprète néerlandais.                                                        | 87    |        |
| 8 novembre        | George Young                        | Athlète américain, médaillé de bronze aux Jeux olympiques d'été de 1968.                          | 85    | (en)   |
| 8 novembre        | Fernand Zago                        | Joueur de rugby à XV français.                                                                    | 80    |        |
| 9 novembre        | Bao Tong                            | Homme politique et écrivain chinois.                                                              | 90    | (en)   |
| 9 novembre        | Ian Campbell                        | Joueur international chilien de rugby à XV.                                                       | 94    | (es)   |
| 9 novembre        | Gal Costa                           | Chanteuse brésilienne.                                                                            | 77    |        |
| 9 novembre        | Gilbert Edelstein                   | Directeur de cirque français.                                                                     | 84    |        |
| 9 novembre        | Anne Fakhouri                       | Autrice française.                                                                                | 48    |        |
| 9 novembre        | Roland Guillas                      | Footballeur international français.                                                               | 86    |        |
| 9 novembre        | Hans-Joachim Klein                  | Activiste allemand.                                                                               | 74    |        |
| 9 novembre        | Werner Schulz                       | Homme politique allemand.                                                                         | 72    | (de)   |
| 9 novembre        | Behrouz Souresrafil                 | Journaliste iranien.                                                                              | 71    | (fa)   |
| 9 novembre        | Kirill Stremooussov                 | Homme politique et blogueur russo-ukrainien.                                                      | 45    | (ru)   |
| 10 novembre       | Henri Anglade                       | Coureur cycliste français.                                                                        | 89    |        |
| 10 novembre       | Hédi Balegh                         | Universitaire, écrivain, journaliste, animateur de télévision et de radio et traducteur tunisien. | ?     |        |
| 10 novembre       | Kevin Conroy                        | Acteur et comédien de doublage américain.                                                         | 66    | (en)   |
| 10 novembre       | Juan Carlos Orellana                | Footballeur international chilien.                                                                | 67    | (es)   |
| 10 novembre       | Walter Schröder                     | Rameur d'aviron allemand, champion aux Jeux olympiques d'été de 1960.                             | 89    | (de)   |
| 10 novembre       | Hervé Télémaque                     | Peintre français.                                                                                 | 85    |        |
| 10 novembre       | Alfredo Torres                      | Footballeur international mexicain.                                                               | 91    | (es)   |
| 10 novembre       | Nik Turner                          | Musicien, chanteur et compositeur britannique.                                                    | 82    | (en)   |
| 11 novembre       | John Aniston                        | Acteur américain.                                                                                 | 89    | (en)   |
| 11 novembre       | Claudius de Cap Blanc               | Sculpteur français.                                                                               | 69    |        |
| 11 novembre       | Jacques De Coster                   | Homme politique belge.                                                                            | 77    |        |
| 11 novembre       | Arthur Engel                        | Mathématicien allemand.                                                                           | 94    | (de)   |
| 11 novembre       | Pierre Fournier                     | Scénariste et dessinateur canadien de bande dessinée.                                             | 72    |        |
| 11 novembre       | Keith Levene                        | Guitariste et compositeur britannique.                                                            | 65    | (en)   |
| 11 novembre       | Sven-Bertil Taube                   | Chanteur et acteur suédois.                                                                       | 87    | (sv)   |
| 11 novembre       | Ferdinand Thun                      | Diplomate allemand.                                                                               | 101   |        |
| 11 novembre       | Joan Vila-Grau                      | Peintre et vitrailliste espagnol.                                                                 | 90    | (es)   |
| 12 novembre       | Tharcisse Kasongo Mwema Yamba-Yamba | Homme politique et journaliste congolais.                                                         | 70    |        |
| 12 novembre       | Mehran Karimi Nasseri               | Réfugié iranien.                                                                                  | 76/77 |        |
| 12 novembre       | Kazuki Ōmori                        | Réalisateur et scénariste japonais.                                                               | 70    | (en)   |
| 12 novembre       | Claude Perchat                      | Graphiste et illustratrice française.                                                             | 70    |        |
| 12 novembre       | Klaus Peter Sauer                   | Biologiste, évolutionniste et écologiste allemand.                                                | 81    | (de)   |
| 12 novembre       | Velta Skurstene                     | Actrice lettone.                                                                                  | 91    | (en)   |
| 13 novembre       | Julio Baraibar                      | Homme politique uruguayen.                                                                        | 77    | (es)   |
| 13 novembre       | René Bidouze                        | Syndicaliste français.                                                                            | 99    |        |
| 13 novembre       | Colin Campbell                      | Géologue britannique.                                                                             | 91    | (en)   |
| 13 novembre       | Anthony Johnson                     | Pratiquant américain d'arts martiaux mixtes.                                                      | 38    | (en)   |
| 13 novembre       | Barbara Love                        | Écrivaine féministe, activiste, lesbienne américaine.                                             | 85    | (en)   |
| 13 novembre       | Gilbert Patenaude                   | Musicien canadien.                                                                                | 75    |        |
| 13 novembre       | Guy Vassal                          | Dramaturge français.                                                                              | 81    |        |
| 14 novembre       | Mary Norbert Körte                  | Poétesse américaine.                                                                              | 87/88 | (en)   |
| 14 novembre       | Johanna Lüttge                      | Athlète de lancers allemande, médaillée d'argent aux Jeux olympiques d'été de 1960.               | 86    | (en)   |
| 14 novembre       | Jan Nekovář                         | Mathématicien tchèque.                                                                            | 59    | (cs)   |
| 14 novembre       | Carolina Ödman-Govender             | Astrophysicienne suisse.                                                                          | 48    | (en)   |
| 14 novembre       | Kalala Omotunde                     | Égyptologue français.                                                                             | 55    |        |
| 14 novembre       | Jean Pontier                        | Homme politique français.                                                                         | 90    |        |
| 14 novembre       | Kiyoyuki Yanada                     | Seiyū japonais.                                                                                   | 57    | (en)   |
| 15 novembre       | Hideaki Kase                        | Révisionniste japonais.                                                                           | 85    | (ja)   |
| 15 novembre       | Pierre de Lagarde                   | Historien, producteur et réalisateur de télévision français.                                      | 90    |        |
| 16 novembre       | Nicki Aycox                         | Actrice américaine.                                                                               | 47    | (en)   |
| 16 novembre       | Charles Louis de Bourbon            | Prétendant naundorffiste au trône de France.                                                      | 89    |        |
| 16 novembre       | Michel Bourgeois                    | Homme politique français.                                                                         | 82    |        |
| 16 novembre       | Robert Clary                        | Chanteur et acteur français.                                                                      | 96    | (en)   |
| 16 novembre       | Christopher Duffy                   | Historien militaire britannique.                                                                  | 86    | (en)   |
| 16 novembre       | Mick Goodrick                       | Guitariste de jazz américain.                                                                     | 77    | (en)   |
| 16 novembre       | Carol Leigh                         | Féministe américaine.                                                                             | 71    | (en)   |
| 16 novembre       | Jean-Louis Le Moigne                | Scientifique français.                                                                            | 91    |        |
| 16 novembre       | Aleksandr Martyniouk                | Joueur russe de hockey sur glace.                                                                 | 77    | (en)   |
| 16 novembre       | Peter J. Parsons                    | Philologue classique britannique.                                                                 | 86    | (en)   |
| 16 novembre       | Gerhard Rodax                       | Footballeur international autrichien.                                                             | 57    | (de)   |
| 16 novembre       | Isabel Salgado                      | Joueuse de volley-ball et de beach-volley brésilienne.                                            | 62    | (pt)   |
| 17 novembre       | Frederick Brooks                    | Ingénieur logiciel, informaticien et professeur américain.                                        | 91    | (de)   |
| 17 novembre       | Jean-Michel Caradec'h               | Journaliste et écrivain français.                                                                 | 72    |        |
| 17 novembre       | Azio Corghi                         | Compositeur italien.                                                                              | 85    | (it)   |
| 17 novembre       | Aleksandr Gorchkov                  | Patineur artistique soviétique de danse sur glace, champion aux Jeux olympiques d'hiver de 1976.  | 76    |        |
| 17 novembre       | Staughton Lynd                      | Objecteur de conscience, historien, auteur et avocat américain.                                   | 92    | (en)   |
| 17 novembre       | Julien Manzano                      | Footballeur français.                                                                             | 85    |        |
| 17 novembre       | Marino Parisotto                    | Photographe de mode italien.                                                                      | 59    | (it)   |
| 17 novembre       | Tom Rice                            | Enseignant et militaire américain.                                                                | 101   |        |
| 17 novembre       | Philippe Simonnot                   | Économiste et journaliste français.                                                               | 81    |        |
| 17 novembre       | Tomáš Svoboda                       | Compositeur, chef d'orchestre et pédagogue américain.                                             | 82    | (en)   |
| 18 novembre       | Loren Cameron                       | Photographe, écrivain et militant trans américain.                                                | 63    | (en)   |
| 18 novembre       | Myriam Cliche                       | Poétesse canadienne.                                                                              | 61    |        |
| 18 novembre       | Youssou Diagne                      | Homme politique sénégalais.                                                                       | 84    |        |
| 18 novembre       | Jean Lapointe                       | Auteur-compositeur-interprète, acteur et sénateur canadien.                                       | 86    |        |
| 18 novembre       | George Lois                         | Photographe américain.                                                                            | 91    | (en)   |
| 18 novembre       | Manfred Palmen                      | Homme politique allemand.                                                                         | 77    | (de)   |
| 18 novembre       | Ned Rorem                           | Compositeur et diariste américain.                                                                | 99    | (en)   |
| 18 novembre       | Paul Ssemogerere                    | Homme politique ougandais.                                                                        | 90    | (en)   |
| 19 novembre       | Greg Bear                           | Écrivain américain de science-fiction.                                                            | 71    | (en)   |
| 19 novembre       | Nico Fidenco                        | Auteur-compositeur-interprète italien.                                                            | 89    | (it)   |
| 19 novembre       | Jason David Frank                   | Acteur et combattant d'arts martiaux mixtes américain.                                            | 49    | (en)   |
| 19 novembre       | Joëlle Guillais                     | Écrivaine française.                                                                              | 70    |        |
| 19 novembre       | Gwendolyn Leick                     | Historienne et assyriologue britannique.                                                          | 71    | (en)   |
| 19 novembre       | Daisy Tourné                        | Enseignante, orthophoniste et femme politique uruguayenne.                                        | 71    |        |
| 20 novembre       | Gianni Bisiach                      | Journaliste, animateur de télévision, essayiste, documentariste et scénariste italien.            | 95    | (it)   |
| 20 novembre       | Hebe de Bonafini                    | Militante argentine.                                                                              | 93    |        |
| 20 novembre       | Joyce Bryant                        | Chanteuse et actrice américaine.                                                                  | 95    | (en)   |
| 20 novembre       | Andreas De Leenheer                 | Biologiste et professeur belge.                                                                   | 81    | (nl)   |
| 20 novembre       | Buster Drayton                      | Boxeur américain.                                                                                 | 70    | (en)   |
| 20 novembre       | Gray Frederickson                   | Producteur de cinéma et acteur américain.                                                         | 85    | (en)   |
| 20 novembre       | Hédi Fried                          | Écrivaine et psychologue hongro-suédoise survivante de la Shoah.                                  | 98    | (sv)   |
| 20 novembre       | Djamel-Eddine Houhou                | Diplomate et homme politique algérien.                                                            | 88    |        |
| 20 novembre       | Pascal Josèphe                      | Personnalité française, directeur de chaînes de télévision.                                       | 68    |        |
| 20 novembre       | Nathalie Josso                      | Pédiatre et endocrinologue française.                                                             | 88    |        |
| 20 novembre       | Patricia Clark Kenschaft            | Mathématicienne et universitaire américaine.                                                      | 82    | (en)   |
| 20 novembre       | Mickey Kuhn                         | Acteur américain.                                                                                 | 90    | (en)   |
| 20 novembre       | Jay Pasachoff                       | Astronome américain.                                                                              | 79    | (en)   |
| 20 novembre       | Jean-Marie Straub                   | Cinéaste français.                                                                                | 89    |        |
| 21 novembre       | Wilko Johnson                       | Auteur-compositeur-interprète et guitariste britannique.                                          | 75    | (en)   |
| 21 novembre       | Marijane Meaker                     | Romancière américaine.                                                                            | 95    | (en)   |
| 21 novembre       | Kálmán Mészöly                      | Footballeur international puis entraîneur hongrois.                                               | 81    | (hu)   |
| 21 novembre       | Jürgen Nöldner                      | Footballeur international allemand, médaillé de bronze aux Jeux olympiques d'été de 1964.         | 81    | (de)   |
| 21 novembre       | Sylvie O'Dy                         | Journaliste française.                                                                            | 71    |        |
| 21 novembre       | Ray Oldenburg                       | Sociologue urbain américain.                                                                      | 90    | (en)   |
| 21 novembre       | David Pownall                       | Dramaturge et auteur britannique.                                                                 | 84    | (en)   |
| 21 novembre       | E. P. Sanders                       | Théologien et bibliste américain.                                                                 | 85    | (nl)   |
| 21 novembre       | Sally Todd                          | Actrice américaine.                                                                               | 88    | (en)   |
| 21 novembre       | François Vendasi                    | Entrepreneur et homme politique français.                                                         | 82    |        |
| 22 novembre       | Erasmo Carlos                       | Chanteur, auteur-compositeur, acteur, musicien, multi-instrumentiste et écrivain brésilien.       | 81    | (pt)   |
| 22 novembre       | Jean Dumesnil                       | Cardiologue, chercheur et professeur canadien.                                                    | 77/78 |        |
| 22 novembre       | Romeo Lahoud                        | Metteur en scène et compositeur libanais.                                                         | 91    |        |
| 22 novembre       | Roberto Maroni                      | Avocat et homme politique italien.                                                                | 67    | (it)   |
| 22 novembre       | Bernadette Mayer                    | Poétesse et écrivaine américaine.                                                                 | 77    | (en)   |
| 22 novembre       | Pablo Milanés                       | Compositeur, chanteur et guitariste cubain de nueva trova.                                        | 79    | (es)   |
| 22 novembre       | Dave Stewart                        | Joueur de rugby à XV sud-africain.                                                                | 87    | (en)   |
| 23 novembre       | Pierre Biémouret                    | Joueur français de rugby à XV.                                                                    | 79    |        |
| 23 novembre       | Christian Bobin                     | Écrivain et poète français.                                                                       | 71    |        |
| 23 novembre       | Milovan Danojlić                    | Écrivain et homme politique yougoslave puis serbe.                                                | 85    | (sr)   |
| 23 novembre       | Paula D'Hondt-Van Opdenbosch        | Femme politique belge.                                                                            | 96    |        |
| 23 novembre       | Mladomir Puriša Đorđević            | Réalisateur et scénariste yougoslave puis serbe.                                                  | 98    | (sr)   |
| 23 novembre       | David Johnson                       | Footballeur international anglais.                                                                | 71    |        |
| 23 novembre       | Enrique Rodríguez                   | Boxeur espagnol, médaillé de bronze aux Jeux olympiques d'été de 1972.                            | 71    | (es)   |
| 23 novembre       | José Ruy                            | Auteur de bande dessinée portugais.                                                               | 92    | (pt)   |
| 23 novembre       | Roland Storme                       | Footballeur international belge.                                                                  | 88    |        |
| 23 novembre       | Lyudmila Storozhkova                | Athlète soviétique.                                                                               | 67    | (ru)   |
| 23 novembre       | António da Cunha Telles             | Réalisateur et producteur portugais.                                                              | 86    | (pt)   |
| 24 novembre       | Hans Magnus Enzensberger            | Poète, écrivain et traducteur allemand.                                                           | 93    |        |
| 24 novembre       | Moisés Fuentes                      | Boxeur mexicain.                                                                                  | 37    | (es)   |
| 24 novembre       | Pierre Londiche                     | Acteur et dramaturge français.                                                                    | 90    |        |
| 24 novembre       | André Malherbe                      | Pilote belge de motocross.                                                                        | 66    |        |
| 24 novembre       | Issei Sagawa                        | Tueur en série et cannibale japonais.                                                             | 73    |        |
| 24 novembre       | Börje Salming                       | Joueur suédois de hockey sur glace.                                                               | 71    |        |
| 25 novembre       | Thierry de Beaucé                   | Haut fonctionnaire et homme politique français.                                                   | 79    |        |
| 25 novembre       | Jean-Claude Bielitzki               | Footballeur français.                                                                             | 84    |        |
| 25 novembre       | Irene Cara                          | Auteure-compositrice-interprète, actrice et pianiste américaine.                                  | 63    | (en)   |
| 25 novembre       | Kaoru Hoshino                       | Pilote de course automobile internationale japonais.                                              | 75    | (en)   |
| 25 novembre       | Charles Koppelman                   | Musicien, producteur de musique et homme d'affaires américain.                                    | 82    | (en)   |
| 25 novembre       | Albert Kunyuku                      | Ancien combattant congolo-belge.                                                                  | 100   |        |
| 25 novembre       | Lorg                                | Auteur de bande dessinée belge                                                                    | 66    |        |
| 25 novembre       | Jacques Postel                      | Psychiatre français.                                                                              | 95    |        |
| 25 novembre       | Joan Tahafa-Viliamu                 | Femme politique niuéenne.                                                                         | 56    | (en)   |
| 25 ou 26 novembre | David Ray Griffin                   | Théologien, philosophe et écrivain américain.                                                     | 83    |        |
| 26 novembre       | Renato Balestra                     | Modéliste italien.                                                                                | 98    | (en)   |
| 26 novembre       | Jens Bullerjahn                     | Homme politique allemand.                                                                         | 60    | (de)   |
| 26 novembre       | Fernando Gomes                      | Footballeur international portugais.                                                              | 66    |        |
| 26 novembre       | Marcel Lefebvre                     | Parolier, scénariste et compositeur canadien.                                                     | 81    |        |
| 26 novembre       | Vladimir Makeï                      | Diplomate biélorusse.                                                                             | 64    |        |
| 26 novembre       | Antonino Mannino                    | Homme politique italien.                                                                          | 82    | (it)   |
| 26 novembre       | Albert Pyun                         | Réalisateur, producteur et scénariste américain.                                                  | 69    | (en)   |
| 26 novembre       | Jean-Jacques Régnier                | Écrivain de science-fiction français.                                                             | 76/77 |        |
| 26 novembre       | Paul Swain                          | Évêque catholique américain.                                                                      | 79    | (en)   |
| 26 novembre       | Doddie Weir                         | Joueur de rugby à XV britannique.                                                                 | 52    |        |
| 26 novembre       | Charles Wolf                        | Entraîneur américain de basket-ball.                                                              | 96    | (en)   |
| 27 novembre       | Luce Auger                          | Mannequin et Participante à un concours de beauté française.                                      | 88    |        |
| 27 novembre       | Richard Baawobr                     | Cardinal ghanéen.                                                                                 | 63    | (en)   |
| 27 novembre       | Gábor Csapó                         | Joueur de water-polo hongrois, champion et médaillé de bronze olympique (1976, 1980).             | 72    | (hu)   |
| 27 novembre       | Michel Desmet                       | Haut fonctionnaire et homme politique français.                                                   | 89    |        |
| 27 novembre       | Audrey Eagle                        | Illustratrice botanique néo-zélandaise.                                                           | 97    | (en)   |
| 27 novembre       | Stavros Katsanevas                  | Astrophysicien franco-grec.                                                                       | 69    |        |
| 27 novembre       | Maurice Norman                      | Footballeur international anglais.                                                                | 88    | (en)   |
| 27 novembre       | Gianfranco Piccioli                 | Scénariste, réalisateur et producteur italien.                                                    | 78    | (it)   |
| 27 novembre       | Yōichi Sai                          | Scénariste et réalisateur japonais.                                                               | 73    | (en)   |
| 27 novembre       | Bernard Viot                        | Cycliste français.                                                                                | 85    |        |
| 27 novembre       | Murray Waxman                       | Joueur canadien de basket-ball.                                                                   | 97    | (en)   |
| 28 novembre       | Bernard Crettaz                     | Sociologue et écrivain suisse.                                                                    | 84    |        |
| 28 novembre       | Cliff Emmich                        | Acteur américain.                                                                                 | 85    | (en)   |
| 28 novembre       | Clarence Gilyard                    | Acteur américain.                                                                                 | 66    | (en)   |
| 28 novembre       | Ramsay MacMullen                    | Historien, professeur d'université et romaniste américain.                                        | 94    | (en)   |
| 28 novembre       | Donald McEachin                     | Homme politique américain.                                                                        | 61    | (en)   |
| 28 novembre       | Oh Taeseok                          | Dramaturge sud-coréenne.                                                                          | 82    | (en)   |
| 28 novembre       | Rajko Petrov Nogo                   | Poète, essayiste et homme politique serbe.                                                        | 77    | (sr)   |
| 28 novembre       | Torben Rechendorff                  | Homme politique danois.                                                                           | 85    | (da)   |
| 28 novembre       | Nello Sbaïz                         | Footballeur italien.                                                                              | 81    |        |
| 28 novembre       | Aragaki Takeshi                     | Joueur de go japonais.                                                                            | 66    | (ja)   |
| 28 novembre       | Tōru Watanabe                       | Acteur et chanteur japonais.                                                                      | 61    | (ja)   |
| 29 novembre       | Jakes Abeberry                      | Homme politique et avocat français.                                                               | 92    |        |
| 29 novembre       | Andrés Balanta                      | Footballeur colombien.                                                                            | 22    |        |
| 29 novembre       | Mohamed Betchine                    | Général algérien.                                                                                 | 88    |        |
| 29 novembre       | Brad William Henke                  | Acteur et joueur américain de football américain.                                                 | 56    | (en)   |
| 29 novembre       | Serge Livrozet                      | Écrivain français.                                                                                | 83    |        |
| 29 novembre       | Richard Shelton                     | Écrivain et poète américain.                                                                      | 89    | (en)   |
| 30 novembre       | Ashley Bickerton                    | Artiste, graveur et peintre américain.                                                            | 63    | (en)   |
| 30 novembre       | Meinhard von Gerkan                 | Architecte allemand.                                                                              | 87    | (en)   |
| 30 novembre       | Georges Groine                      | Pilote camion de rallye-raid français.                                                            | 88    | (en)   |
| 30 novembre       | Evert Gunnarsson                    | Rameur suédois, médaillé d'argent aux Jeux olympiques d'été de 1956.                              | 92    | (en)   |
| 30 novembre       | Mohamed Halab                       | Haut fonctionnaire et ingénieur marocain.                                                         | 76/77 | (ar)   |
| 30 novembre       | Murray Halberg                      | Athlète néo-zélandais, champion aux Jeux olympiques d'été de 1960.                                | 89    | (en)   |
| 30 novembre       | Olive Mary Hilliard                 | Botaniste et taxinomiste sud-africaine.                                                           | 97    | (en)   |
| 30 novembre       | Christiane Hörbiger                 | Actrice autrichienne.                                                                             | 84    | (de)   |
| 30 novembre       | Jean-Louis Idiart                   | Homme politique français.                                                                         | 72    |        |
| 30 novembre       | Aline Kominsky-Crumb                | Autrice de comics underground américaine.                                                         | 74    |        |
| 30 novembre       | Christine McVie                     | Auteure-compositrice-interprète, chanteuse et claviériste britannique.                            | 79    |        |
| 30 novembre       | Ray Faraday Nelson                  | Auteur de science-fiction et dessinateur américain.                                               | 91    | (en)   |
| 30 novembre       | Davide Rebellin                     | Coureur cycliste italien.                                                                         | 51    |        |
| 30 novembre       | Othman Saadi                        | Diplomate, homme politique et écrivain algérien.                                                  | 92    |        |
| 30 novembre       | Marcel Saule                        | Botaniste et illustrateur français.                                                               | 93    |        |
| 30 novembre       | Federico Silva                      | Peintre et sculpteur mexicain.                                                                    | 99    | (es)   |
| 30 novembre       | Jiang Zemin                         | Homme d'État chinois.                                                                             | 96    | (en)   |
| non déterminé     | Tenzin Pelsang                      | Moine tibétain.                                                                                   | 56/57 | (en)   |
| non déterminé     | Volodymyr Vakoulenko                | Poète, écrivain pour la jeunesse et wikimédien ukrainien.                                         | 50    |        |
| non déterminé     | René Vanderwilt                     | Footballeur international belge.                                                                  | 88    |        |